# Per Aage Brandt
Per Aage Brandt (Buenos Aires, 26 de abril de 1944 – Sens, 11 de novembro de 2021) foi um linguista e poeta dinamarquês. Mestre em Filologia Românica pela Universidade de Copenhague e doutor em Semiótica pela Universidade de Paris, realizou uma série de pesquisas que teorizam sobre semiótica, linguística, cultura, poesia e música.
Abrandt também foi um dos nomes centrais no estudo de semiótica cognitiva e interface linguagem-cognição.

## Obras
- La Charpente modale du sens, John Benjamins, Amsterdam 1992.
- Dynamiques du sens, Aarhus University Press 1994.
- Morphologies of Meaning, Aarhus University Press 1995.
- Det menneskeligt virkelige, Politisk Revys Forlag, Copenhagen 2002.
- Spaces, Domains, and Meaning, Peter Lang, Bern 2004.